# Roger Bornemann – Tod eines Skinhead
Roger Bornemann – Tod eines Skinhead (oft auch Roger Bornemann – Tod eines Skinheads)  ist ein unter der Regie von Andrea Morgenthaler entstandener deutscher Dokumentarfilm aus dem Jahr 1989. In der vom Südwestfunk produzierten Dokumentation wird das Leben und der gewaltsame Tod des zum Todeszeitpunkt 17-jährigen Gerd Roger Bornemann thematisiert.

## Hintergrund
Am 3. Februar 1987 wird Gerd Roger Bornemann in Hannover leblos aufgefunden. Die zum Fundort gerufenen Rettungssanitäter können nur noch den Tod des Opfers feststellen. Die mutmaßlichen Täter können noch am selben Tag  festgenommen werden.

## Dokumentarische Aufarbeitung
Der Dokumentarfilm beleuchtet den Weg eines Jugendlichen, der mit 14 Jahren ins neonazistische und kriminelle Milieu gerät, mit 17 Jahren aussteigen will und nach umfassenden Aussagen bei der Polizei von ehemals befreundeten Skinheads zu Tode geprügelt wird. Die Dokumentation zeigt auf, wie hilflos der Vater, die Lehrer, die Behörden dem Jugendlichen gegenüber standen. Im nachgezeichneten Lebenslauf berichten Rogers Vater, Schwester, Mitschüler, Lehrer, Sozialarbeiter und Bekannte aus dem neonazistischen Umfeld darüber, wie sie Bornemann wahrgenommen haben.
Rogers Vater war Betriebswirt und Gewerkschafter, seine Mutter Hausfrau. Als Roger sechs Jahre alt war, wurde die Ehe der Eltern geschieden. Der Vater erhält das Sorgerecht für Roger und seine jüngere Schwester. Die Mutter bricht den Kontakt  zu ihren Kindern vollständig ab und zieht an einen unbekannten Wohnort.
Zu der neuen Freundin seines Vaters konnte der pubertierende Robert kein gutes Verhältnis aufbauen. Als Roger 13 Jahre alt war, wird seine Halbschwester geboren. Obwohl Roger das Kind akzeptiert, bleibt das Verhältnis zur Freundin seines Vaters unverändert angespannt.
Roger, der für sein Alter relativ schmächtig war, orientierte sich an einem neuen, in seine Klasse zurückgestuften Mitschüler, mit dem er begann, teils kleinere Straftaten (Diebstähle Einbrüche), zu begehen. Rogers Vater sucht Hilfe beim zuständigen Jugendamt, mit dessen Unterstützung und Rogers Einverständnis ein Wechsel in ein Internat vereinbart wird. Kurz vor dem Wechsel zieht Roger sein Einverständnis mit der Begründung, er wolle nicht von seinem Vater getrennt werden, zurück. Zudem sagte Roger zu, sich vom negativen Einfluss seines Mitschülers zu distanzieren. Ein Schritt hierfür war der Wechsel auf eine andere Schule.
In dem sich neu entwickelndem Freundeskreis protzte Roger gerne mit seinen Straftaten, was von den Lehrern jedoch nur als Kompensation seines schmächtigen Erscheinungsbildes gedeutet wurde. Roger änderte jetzt sein Äußeres und sein Verhalten. Mitschüler berichten, dass er eine im Rollstuhl sitzende Lehrerin als Krüppel beleidigte und er generell ein immer aggressiveres Verhalten an den Tag legte. Er rasierte sich den Kopf, trug die in der Nazi-Skinhead-Szene typische Kleidung und trat schließlich der Freiheitlichen Deutschen Arbeiterpartei (FAP) bei.
Die aussagenden Mitschüler berichten in der Dokumentation, dass sich Roger zu diesem Zeitpunkt sehr schnell radikalisierte und sich mit den rassistischen Zielen der FAP identifizierte. Die Personen aus der FAP berichten, dass Roger wohl aufgrund seiner Statur nicht ganz ernst genommen wurde und mehr als Mitläufer galt.
Phasenweise zeigte Roger jedoch wiederum den Wunsch, sich von der Szene zu lösen. Im Juli 1986 tritt Roger einen 3-wöchigen Jugendarrest für zurückliegende Vergehen an. Im Oktober 1986 schließt sich Roger mit anderen Personen aus seinem Umfeld der Wehrsportgruppe EK–1 an. Diese Gruppe wird vom einschlägig vorbestraften Bernd Futter geführt. Nach kurzer Zeit distanzierten sich jedoch einige Personen wieder von Futter, da er auch gegen vermeintliche „Schlappschwänze“ aus den eigenen Reihen mit Gewalt vorging. Am 4. Dezember 1986 begeht Futter mit anderen einen Einbruch in ein Waffengeschäft – Roger steht „Schmiere“. Im Zusammenhang mit diesem Einbruch wurde Roger am 21. Dezember 1986 von der Polizei Hannover vorübergehend festgenommen und vernommen. Zeitgleich wurde sein Zimmer in der Wohnung seines Vaters durchsucht.
Rogers Vater bemerkte, dass Roger im Januar 1987 kaum noch die Wohnung verließ und sich auffallend in seiner unmittelbaren Nähe aufhielt. Auf Fragen hierzu ging Roger jedoch nicht, oder nur ausweichend ein. Am 29. Januar 1987 wurde Roger erneut von der Kripo vorgeladen. Nach der Vernehmung gestand Roger den anderen Tatbeteiligten, dass er aufgrund des von den Polizeibeamten ausgeübten Drucks  „ausgepackt“ habe.
Rogers Vater berichtet, dass sein Sohn in den nächsten Tagen zwei Mal zu ihm ins Bett „gekrochen“ kam. „Das war schon mehr als außergewöhnlich. Und ich habe das seinerzeit gar nicht so verstanden.“
Im Zusammenhang mit dem Vorgehen der Polizei, äußert Rogers Vater Kritik, denn Roger war zu diesem Zeitpunkt noch nicht volljährig und er als Vater wurde nicht über die Vorladung zur Vernehmung seines Sohnes informiert. Zudem zeigte Rogers Vater kein Verständnis dafür, dass seinem Sohn keine präventiven Schutzmaßnahmen zur Verfügung gestellt wurden.
Drei Tage nach seiner letzten Aussage trifft sich Roger mit vier „Gesinnungsfreunden“. Zwei Mal wird er an diesem Tag von seinen Freunden zusammengeschlagen. Trotzdem bleibt Roger bei ihnen und wird am Abend auf einem Spielplatz in der Eilenriede von seinen Freunden mit Schlägen und Tritten getötet.